# Potentilla brachypetala
Potentilla brachypetala är en rosväxtart som beskrevs av Fisch., Amp; Mey. och Johann Georg Christian Lehmann. Potentilla brachypetala ingår i Fingerörtssläktet som ingår i familjen rosväxter. Inga underarter finns listade i Catalogue of Life.